# موش‌های سوت‌زن
موش‌های سوت‌زن (نام علمی: Parotomys) نام یک سرده از تیره موشان است.

## گونه ها
- موش سوت‌زن برنت (Parotomys brantsii)
- موش سوت‌زن لیتل‌دیل (Parotomys littledalei)